# 土岐光時
土岐 光時（とき みつとき、生没年不詳）は、鎌倉時代の武将。

## 経歴
土岐氏初代・土岐光衡の次男。
兄の土岐光行と共に美濃国土岐郡の肥田村に浅野館を建造して居住し、浅野二郎、浅野光時を名乗り、土岐浅野氏、土岐肥田氏の祖となった。六条判官代。
土岐氏の惣領は兄の土岐光行が継いだ。
承久3年（1221年）の承久の乱の際に、多くの美濃国人と同様に後鳥羽上皇に味方した「土岐判官代」は光時と推定され、責任を取り浅野館に蟄居している一方、承久の乱以降も『吾妻鏡』には幕府方に「土岐左衛門尉」として名前があり、兄の光行は鎌倉幕府方だったと推定される。
子は8人おり、光清（浅野太郎）、光房（肥田二郎）、光忠（浅野三郎）、光仲（三栗五郎）、光朝（浅野八郎）、光純（浅野九郎）、正智（ひつ律師）、願意（上座）がいる。